# Ураган-1М
9К512 «Ураган-1М» — је руски перспективни вишекалибарни тешки бацач ракета. Који представља модернизовану верзију тешког вишецевног бацача ракета БМ-27 Ураган.

## Историја развоја
Средином 1990-тих година, Русија је започела са развојем новог вишекалибарног ракетног система 9К512 «Ураган-1М». Године 1995. Брански аутомобилски завод започео је рад на развоју шасије за нови ракетни систем на бази шасије БАЗ-6910 «Вощина-1», али је због недостатка финансијских средстава пројекат био заустављен крајем 1996. године.
Истовремено са шасијом коју је развио Брански аутомобилски завод, конструктори из Мотовилиског завода израдили су верзију за постављање система на бази шасије МЗКТ-7930 «Астролог». Након разматрања пројекта, Министарство одбране је одабрало варијанту код које се постављање система вршило на шасији коју производи белоруски Мински завод колски тегљача-скраћено МЗКТ. Као такав нови ВБР «Ураган-1М» упућен је на тестирање. Током 2012. год. отпочело је тестирање система од стране државних органа.
Према плану наоружавања државних снага Руске Федерације, за 2015. годину предвиђено је да ће копнене снаге бити опремљене са два пука нових система «Ураган-1М».

## Опис конструкције
Борбена и транспортно-опскрбна возила за систем «Ураган-1М» израђена су на основу шасије МЗКТ-7930 «Астролог». Борбени систем је способан да испаљује ракетне пројектиле из два различита система као што су 9К57 «Ураган» са 220 mm-ским ракетама, и 9К58 «Смерч» са ракетама калибра 300 mm. За разлику од система из претходне генерације, пуњење ракетама не врши се појединачно већ се изводи убацивањем целог пакета пуњења у цеви лансера, помоћу крана који се налази на возилу за утовар муниције.
Систем 9К512 «Ураган-1М» укључује:
1. Камионско возило 9А53 на коме се налази лансер;
2. Транспортно-опскрбно возило 9Т249;
3. Ракетне пројектиле у транспортно-лансирним контејнерима;

## Белешке
1. Привалов А. Свой частник хуже иностранца. Общероссийская еженедельная газета «Военно-промышленный курьер» (23 апреля 2013). Проверено 5 сентября 2013.

- 1. Гуров С. В. Реактивная система залпового огня 9А53 «Ураган-1М» // Реактивные системы залпового огня. Обзор. Изд. 2, электронное, периодическое исп. и доп.. — Тула: ФГУП ГНПП «Сплав», 2010. — С. 353—354.

1. ↑ Главное звено военной безопасности России // Российское военное обозрение : Ежемесячный журнал. Информационно-аналитическое издание Министерства обороны Российской Федерации. — М.: Агентство «Военинформ», 2008. — № 10 (57). — С. 16. — ISSN 0134-921X.
2. ↑ Богатинов С. В ногу со временем. Российское военное обозрение (ноябрь 2009). Проверено 19 января 2014.

- ↑ Кадочников В. Н. Глава 7. Берём завод в собственность // Мотовилиха: продолжение легенды. — Пермь: Раритет, — С. 289. — 492 с. — . 2011.  978-5-93785-039-3.

1. ↑ «Не покладая рук...» «Мотовилиха» 19 ноября отметит День ракетных войск и артиллерии // Мотовилихинский рабочий : Газета. — 2012. — № 38 (11124). — С. 1,3.
2. ↑ Авторский коллектив под руководством Панова В. В. Глава 1.7. Теория полёта, таблицы стрельбы и алгоритмы расчёта установок // 3 Центральный научно-исследовательский институт Министерства обороны Российской Федерации. Исторический очерк. 3 апреля 1947—2007 / Под ред. Константинова Е. И. — М., 2007. — С. 102. — 400 с.